# Joanna Kamirska-Niezgoda
Joanna Kamirska-Niezgoda (ur. 1957 w Katowicach) – polska malarka.

## Życiorys
Studiowała na Wydziale Malarstwa w Państwowej Wyższej Szkole Sztuk Pięknych w Gdańsku (obecnie Akademia Sztuk Pięknych w Gdańsku). Dyplom w 1981 r. w pracowni Jerzego Zabłockiego. Artystka mieszka i pracuje w Gdyni.
Ważniejsze wystawy indywidualne, zbiorowe, nagrody (do 2016 r.):
- 2016 “Jan Heweliusz i jego Gdańsk w 500-lecie Reformacji”:
  - Wydział Nauk Społecznych UG, Gdańsk
  - Łódzkie Towarzystwo Naukowe, Łódź
- 2015 “Salon Zimowy”, Gdańskie Towarzystwo Przyjaciół Sztuki, Gdańsk
- 2014-2016 8 Międzynarodowe Biennale Miniatury:
  - Centrum Polskie, Bruksela – Galerie Brotzinger Art, Pforzheim (Niemcy)
  - Galeria Pod Plafonem DBP, Wrocław
  - Galeria Fotografii Miasta Rzeszowa, Rzeszów
  - Nowohuckie Centrum Kultury, Kraków
  - Biuro Wystaw Artystycznych, Tarnów
  - Galeria Muzeum Stanisława Staszica, Piła
  - Galeria Test, Warszawa
  - Ośrodek Promocji Kultury “Gaude Mater”, Częstochowa
- 2013 “W drodze” – Fabryka Sztuk, Tczew
- 2013 “Przystanek Gdańsk” – Gdańskie Towarzystwo Przyjaciół Sztuki, Gdańsk
- 2013 “166 km” – Galeria Wspólna – MCK/ZPAP, Bydgoszcz
- 2013 “176 km” – Galeria MOK – Amfilada, Olsztyn
- 2011 “Zaborek, plenery malarskie” – Muzeum Południowego Podlasia, Biała Podlaska
- 2011 “Wystawa 100-lecia ZPAP” – Państwowa Galeria Sztuki, Sopot
- 2010 “Gdynia tradycyjnie nowoczesna” – Galeria Ratusz, Urząd Miejski Gdynia
- 2009 “V Międzynarodowe Biennale Malarstwa i Tkaniny Unikatowej, Eko Balt” – Muzeum Miasta Gdyni, Gdynia
- 2005 “Inspiracje” – Galeria “Ciasna”, Jastrzębie Zdrój
- 2005 “Artyści Trójmiejscy” – Miejska Galeria Sztuki MM, Chorzów
- 2003 5 Biennale Małych Form Malarskich – Wozownia, Toruń
- 2003 II Ogólnopolskie Biennale Malarstwa i Tkaniny Unikatowej – Trójmiasto
- 2003 “Czakram” – Galeria Alternatywa, Gdańsk
- 2002 “Die Kunst ist weiblich” – Rücker GmbH – Gifhorn, Niemcy
- 2002 “Die Kunst ist weiblich” – Hamburg, Niemcy
- 2002 III Gdyński Przegląd Artystyczny Galeria 78, Gdynia
- 2001 “Trwanie” – Centrum Sztuki Galeria EL, Elbląg
- 2001 "Post Scriptum" Galeria 78, Gdynia
- 2001 I Ogólnopolskie Biennale Malarstwa i Tkaniny Unikatowej - Trójmiasto
- 2000 “Gdynia – Düsseldorf” – Galeria 78, Gdynia
- 1999 Galeria “Tolerance” – Hamburg, Niemcy
- 1998 III Jesienny Salon Plastyki Ostrowiec Świętokrzyski
- 1997 “Eksmisja – Tapeta II” – Teatr Muzyczny w Gdyni
- 1997 I nagroda w konkursie fotograficznym "Złota Gdyńska Jesień"
- 1996 V Salon Plastyki Gdyńskiej (nagroda Prezydenta Miasta Gdyni)
- 1995 “Plastik und Malerei” – Ratthaus der Stadt Frankenthal Pfalz, Niemcy
- 1995 "Tapeta" wystawa środowisk twórczych w Gdyni
- 1994 IV Salon Plastyki Gdyńskiej – Muzeum Miasta Gdyni
- 1991 III Salon Plastyki Gdyńskiej – Muzeum Miasta Gdyni
- 1991 "Malarstwo metaforyczne - poezja w malarstwie" Galeria Sztuki "UTA", Warszawa
- 1990 I Triennale Sztuki Gdańskiej “Konfrontacje ’90” – BWA Sopot
- 1987 VII Biennale Sztuki Gdańskiej – BWA Sopot
- 1987 II wystawa prac z papieru "Papier '87" Galeria 85, Gdańsk (nagroda)
- 1986 Galeria “Tolerance” – Hamburg, Niemcy
- 1986 Galeria “Punkt” – Gdańsk
- 1985 Wystawa Sztuki Gdańskiej – Turku, Finlandia
- 1985 VI Biennale Sztuki Gdańskiej – BWA Sopot
- 1985 "Nurt metaforyczny w sztuce współczesnej" - BWA Koszalin
- 1985 Wystawa Artystów Gdańskich – Instytut Polski w Paryżu, Paryż
- 1984 Artyści z Gdańska – Braunschweig, Niemcy (Hochschule fur Bildende Künste)
- 1983 V Biennale Sztuki Gdańskiej – BWA Sopot
- 1982 “Młoda Generacja. Gdańsk ’82” – Brema, Niemcy
- 1981 Salon Sztuki KMPiK, Gdynia